# Malú Urriola
María de la Luz Urriola González (Santiago, 9 de junio de 1967-Santiago, 21 de julio de 2023), más conocida como Malú Urriola, fue una poeta, guionista y académica chilena con un máster en guion, Madrid, España.

## Biografía
Lectora precoz, Malú Urriola comenzó a escribir a los 14 años, a los 19 fue becada por el taller de la Fundación Pablo Neruda y a los 21 años publicó su primer poemario, Piedras rodantes. Para publicar su segundo libro, Dame tu sucio amor (1994), obtuvo una beca del Fondo Nacional de Desarrollo Cultural y las Artes (Fondart). A este poemario le siguió cuatro años más tarde Hija de perra y en 2003 publicó Nada, que al año siguiente fue distinguido con dos importantes premios, el Municipal de Santiago y el del Consejo Nacional del Libro y la Lectura. Su consagración definitiva como poeta llegó en 2006, cuando recibió el Premio Pablo Neruda. 
Junto con Nadia Prado, Magdalena Ladrón de Guevara, José Moreno y la artista visual Claudia Nelson realizó en 2002 el proyecto de intervención urbana Poesía es +: Lectura de poesía desde globos aerostáticos, financiado por Fondart. En 2010 participó, junto a la fotógrafa Paz Errázuriz y con la colaboración de la artista visual Carolina Tironi, en La luz que me ciega, proyecto multimedia de fotografía, poesía y videoarte que fue expuesto en la Bienal de Venecia en 2015. Profesora Residente de la Facultad de Letras de la Universidad Católica de Chile y profesora del Taller de la Fundación Neruda para jóvenes poetas. 
Desde 2019 es académica de la carrera de Licenciatura en Lengua y Literatura de la Escuela de Humanidades de la Facultad de Ciencias Sociales de la Universidad Academia de Humanismo Cristiano (Santiago de Chile).
Ha participado en diversos foros y festivales literarios tanto nacionales como internacionales, ha sido jurado en certámenes y sus textos poéticos han sido recogidos, a partir de 1997, en numerosas antologías. Ha sido invitada a las Universidades de Harvard, Princeton, Georgetown, Washington, Maryland, y The King Juan Carlos I of Spain Center, Universidad de New York a dar conferencias y a leer sus poemas traducidos al inglés por la crítica literaria y traductora Anna Denny. 
Sus poemas han sido traducidos al inglés, italiano, francés y alemán.
Urriola ha destacado también como guionista, una labor que comenzó en los años 1990; en 2004 recibió el premio al mejor aporte televisivo, que otorga el Servicio Nacional de la Mujer, por el texto de Sofía. Una historia de maltrato a la mujer, episodio dirigido por Christine Lucas para la serie Cuentos de mujeres transmitido por TVN el año anterior. Escribió dos capítulos para la serie Cartas de mujer (2010;  Carta de María y Carta de Consuelo ambos episodios fueron finalistas de los Premios Altazor).

## Obras

### Poesía
- Piedras rodantes, con contraportada escrita por Carmen Berenguer; editorial Cuarto Propio, Santiago, 1988
- Dame tu sucio amor, Surada Ediciones, Santiago, 1994
- Hija de perra, monólogo interior en prosa poética; Surada Ediciones, Santiago, 1998
- Nada, LOM, Santiago, 2003
- Bracea, LOM, Santiago, 2007
- Hija de perra y otros poemas, antología, Monte Ávila, Caracas, 2010
- Las estrellas de Chile para ti, antología, Cuarto Propio, Santiago, 2015
- Cadáver exquisito, Cuarto Propio, Santiago, 2017
- El Cuaderno de las cosas inútiles, Cuarto Propio, Santiago, 2022

### Teatro
- Tres corazones y una noche, trilogía escrita junto a Luis Rivano y Marcelo Sánchez; estrenada en 1996 en el Centro Cultural Naitún

### Guion

#### Largometrajes
- Tendida, mirando las estrellas, texto de Diamela Eltit con la colaboración de Urriola y Alejandro Goic
- El poder del silencio. Vida y legado de Elena Caffarena, junto con Gladys Alcaíno (2006)
- Amor a mil, junto con Gladys Alcaíno y Christine Lucas (2007, comedia)
- Bombal, la abeja de fuego, dos series de 50 minutos; texto coescrito con Gladys Alcaíno sobre María Luisa Bombal (2008)
- Kim entre dos mundos (2010, para 3D)

#### Series
- Los Venegas (1994-2008)
- Hogar Paraíso (2002 ) para La vida es una lotería, transmitido al año siguiente
- Sofía. Una historia de maltrato a la mujer, episodio para Cuentos de mujeres (2003)
- El cuento del tío (coguionista: 2004-2005; y 2006-2007, como directora del Departamento de Guion en la productora Geoimagen de Carlos Pinto)
- Cárcel de mujeres (2006)
- El día menos pensado, (2006-2007, como directora del Departamento de Guion en la productora Geoimagen de Carlos Pinto)
- Mea culpa, (2006-2007, como directora del Departamento de Guion en la productora Geoimagen de Carlos Pinto)
- Mujeres que matan,  (mayoría de textos de la segunda y tercera temporadas: 2006-2008)
- Mi verdad (2007)
- Historias de campo (2008)
- Peligro latente (2009)
- Cartas de mujer (2010; dos episodios, Carta de María y Carta de Consuelo fueron finalistas de los Premios Altazor)
- Maldito corazón, guiones escritos en 2010 dirigido por Ignacio Agüero
- El reemplazante (2014)

#### Telenovelas
Historiales originales
- Volver a amar, con Camila Villagrán y Rosario Valenzuela (2014)
- Esa no soy yo, con Camila Villagrán (2015)

Colaboraciones
- Mujeres de lujo (2010)
- Infiltradas (2011, como jefa del equipo de guionistas)
- La sexóloga (2012)
- Amor a la Catalán (2019)

## Premios y reconocimientos
- Mención honrosa del Premio Municipal de Literatura de Santiago 1995 por Dame tu sucio amor
- Premio Municipal de Literatura de Santiago 2004, categoría Poesía, por Nada
- Premio del Consejo Nacional del Libro y la Lectura 2004 en la categoría Mejores Obras Editadas por Nada
- Premio Mejor Aporte Televisivo 2004 (Servicio Nacional de la Mujer) por el guion por el guion Sofía. Una historia de maltrato a la mujer, dirigido por Christine Lucas para la serie Cuentos de mujeres transmitido por TVN el año anterior
- Beca de Creación Literaria Fundación Andes para escribir el libro Bracea (2005)
- Premio Pablo Neruda 2006 (otorgado por la fundación homónima)
- Beca Guggenheim para escribir el libro Vuela (2009)